# 10フィートの棒
10フィートの棒（10フィートのぼう、10-foot pole）は、ロールプレイングゲーム「ダンジョンズ&ドラゴンズ」各シリーズに登場する、プレイヤーキャラクター用のアイテムである。

## 概要
10フィートの棒はまっすぐ伸びている10フィート (3.0 m)の長さの木製の棒である。太さは約2インチ (5.1 cm)で、人間が握るくらいのひょろ長い棒と描写されている。ダンジョンを探索する際、冒険者がこの棒を持ってダンジョンの先をつつくことで、近隣の安全を調べることに用いる。
暗いダンジョンや、ブービートラップが仕掛けられている可能性のあるダンジョンのエリアを探索するためによく使用される。10フィートの棒は工夫次第で、無数の作業に使用することができる。ダンジョンズ&ドラゴンズの主要な部分は、ダンジョンでの探索である。D&Dの過去の版では落とし穴や死の罠などの「危険な場所」を発見するための行為判定のルールが整備されていなかったため、プレイヤーたちは罠がありそうな場所を自分で推測し、プレイヤー自身の知恵を駆使して罠を解除する方法を推理するしかなかった。その際に使うためのアイテムが10フィートの棒である。
基本的には遠くから床なり宝箱なり死体なりを突いて怪しげなことが起こらないか試したりするために使用することが想定されているが、実態は単なる長い棒なので、プレイヤーのアイデア次第でもっと意外な使い方もできるだろう。
その結果、10フィートの棒は他のどの装備品よりもプレイヤーの想像力をかきたて、探検に使う万能マルチツールとなった。この道具はすぐに他のシステムにも広まった。RPG草創期における、各ゲームシステムでのその偏在性と無限の用途は、現在のRPGにも続くトロープとなっている。
なお、10フィートの棒はD&Dの最も最初のルールブックである『OD&D Volume 1: Men & Magic』が初出でおり、鏡、杭、マレットと共に数少ない非戦闘装備品の一つとして記載されている。

## 使用法
主な用途はダンジョンの罠探しで、隠されている罠や仕掛けをこの棒で注意深くつついて罠を確認することで、危険を回避することができる。また、先端に鏡を縛り付け、曲がり角の先を確認する用法もある。他にも、水たまりの深さを確認したり、がらくたの山を調べるときなどに用いる。
なぜ長さが10フィートなのかについては理由が明記されたことはないが、D&Dでは伝統的にダンジョンのマップは5フィート単位のマスで描かれることが多いため、長さが10フィートあれば、1マス先に入ることなくそこにある床なり物なりを突くことができるという発想からと推測される。
ただし、意地悪なダンジョンマスターは、冒険者が10フィートの棒を使用しているのを見越して、棒で突いた10フィート手前（つまり冒険者がいるエリア）に設置した罠を作動させる光景もよく見られた。

## 歴史的背景
1985年、クラシックD&Dの日本語版が発売された時には、アイテム表には「10フィートの棒」としか書かれておらず、ルール的な説明は書かれていなかった。そのため、まだRPGになじみのない日本人プレイヤーには、一体何に使うのかがよくわからなかった。安田均も同様であり、アメリカ人プレイヤーに使い道を尋ねてみたところ、「ダンジョンをつついて罠がないかを調べるのに使う」と言われてハッとしたという。
その後、1987年に富士見ドラゴンブックから『D&Dがよくわかる本』が発売され、その中で10フィートの棒の詳細な使い方が解説されていた。ここで初めて10フィートの棒の使用法が分かったというプレイヤーも少なくなかった。
1994年、電撃ゲーム文庫から出版された文庫版D&Dでは、分冊1『プレイヤーズ』に「棒（木製）」として掲載され、様々な使い道があると言う説明が添えられている。
2000年のD&D第3版と2003年の第3.5版の『プレイヤーズハンドブック』では、「装備」の章に「罠がありそうな時は、壁の穴に10フィートの棒の先を突っ込むほうが、手を突っ込むよりも賢明であろう」という説明とイラスト付きで掲載されている。
2008年のD&D第4版には、『プレイヤーズ・ハンドブック』の「第7章 装備品」には掲載されていないが、サプリメント『モルデンカイネンの魔法大百貨』の「第6章 冒険用具」と「ダンジョン・サバイバル・ハンドブック」の「第2章 生き残るための戦い」にて「10フィート棒」が登場し、「多くの罠を2マス離れた安全な場所から作動させることができる」と説明され、前者には実際に使用しているイラストも掲載されている。
2017年にホビージャパンから日本語版発売されたD&D第5版では、「棒（10フィート）」として、また2022年にウィザーズ・オブ・ザ・コースト日本支社から発売されたルールブックでは、「約3メートル(10フィート)の棒」として登場する。第5版のモンスター・マニュアル351ページには、10フィートの棒でクリーチャーをつつこうとする冒険者のイラストがある。

## 影響
D&Dのダンジョン探索は、ダンジョンマスターの描写に対して、10フィートの棒でダンジョンをつつき、壁を調べ、聞き耳を立てる……といった細かい行動を宣言して、注意深く進めていくスタイルであった。そのため、10フィートの棒を持たない冒険者は、「ダンジョン探索に慣れていない未熟者」とからかわれることもあった。D&D第3版以降では、「捜索」や「感知」といった技能判定ひとつで行動を統合して、作業を簡略化してプレイスピードを速めることが行われている。
10フィートの棒は冒険に必ずしも必要なものではないが、ベテランの冒険者なら誰でも持っている、D&Dを代表するアイテムのひとつとして語り種にするベテランプレイヤーも多い。また、トンネルズ&トロールズ、パスファインダーRPG、ゴブリンスレイヤーTRPGなどの他のRPGシステムにも掲載されている場合もある。

## パロディ
マンチキン
スティーブ・ジャクソン・ゲームズのカードゲーム「マンチキン」の中で、「11フィート棒」(ELEVEN-FOOT POLE)というアイテムが登場する。プレイヤーに+1ボーナスを与える両手持ちの大型アイテムで、金貨200枚の価値のある宝物としても使える。
迷宮キングダム
「迷宮キングダム」基本ルールブック付属のカード「転ばぬ先の杖」に、"11-foot Pole"という記載がある。
異世界マンチキン
漫画「異世界マンチキン」第2巻の最後で、主人公が「11フィート棒も必要」というセリフがある。第3巻では、本の帯に大きく「11フィート棒」と明記されており、本文中でも11フィート棒の説明文や、ダンジョンで取り出す描写がある。